# Kanton Angers-Sud
Kanton Angers-Sud (fr. Canton d'Angers-Sud) je francouzský kanton v departementu Maine-et-Loire v regionu Pays de la Loire. Tvoří ho pouze jižní část města Angers.